# Narcisismo maligno

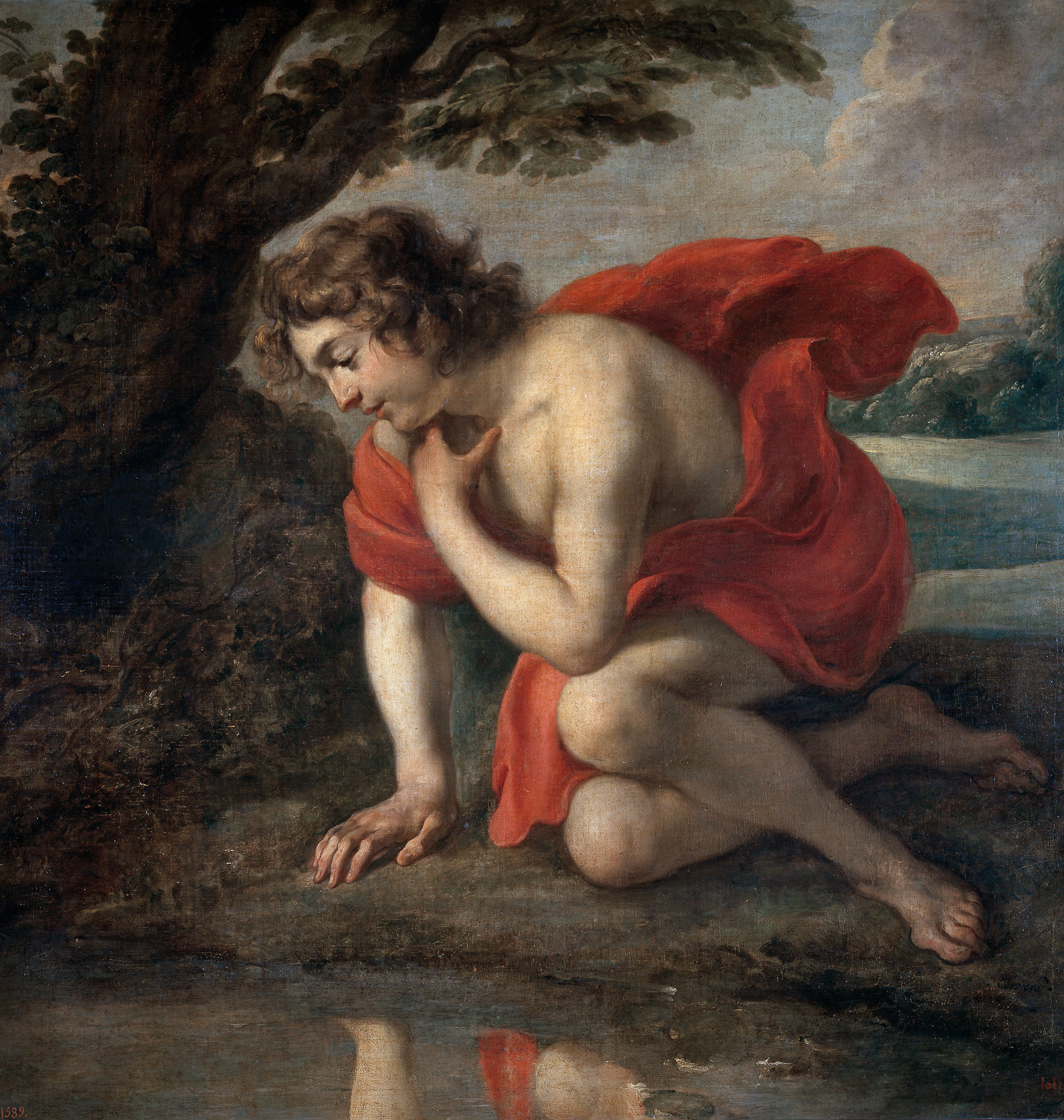
Narciso (mitologia), que deu nome ao narcisismo. Pintura de Jan Cossiers.

O narcisismo maligno é uma síndrome psicológica composta de uma mistura extrema de narcisismo, comportamento anti-social, agressão e sadismo .  Com forte senso de superioridade e um comportamento hostil, o narcisista maligno age de maneira insensível, desprezando qualquer relação ou vinculo a outras pessoas.
O Narcisismo maligno não é uma categoria diagnosticada, e sim uma subcategoria do narcisismo. O transtorno de personalidade narcisista (NPD) é encontrado no Manual Diagnóstico e Estatístico de Transtornos Mentais ( DSM-IV-TR ), ja o Narcisismo maligno não. O Narcisismo maligno pode incluir aspectos do transtorno de personalidade narcisista (NPD) juntamente a uma mistura de transtornos de personalidade anti -social, paranóico e sádico . A importância do Narcisismo maligno e da projeção como mecanismo de defesa foram confirmadas na paranóia, assim como "a vulnerabilidade do paciente à regressão narcísica maligna". Uma pessoa com Narcisismo maligno exibe paranóia além dos sintomas de um Transtorno de Personalidade Narcisista. Levando em conta que a personalidade narcisista maligna não é capaz de aceitar ou tolerar qualquer crítica - ridicularizar alguém que tenha esta condição pode fazer com que ela desenvolva paranóias.

## História
O psicólogo social Erich Fromm criou pela primeira vez o termo "Narcisismo maligno" em 1964, descrevendo-o como uma "doença mental grave" representando "a quintessência do mal ". Ele caracterizou a condição como "a patologia mais grave e a raiz da destrutividade e desumanidade mais viciosas". Edith Weigert (1967) via o Narcisismo maligno como uma "fuga regressiva da frustração pela distorção e negação da realidade", enquanto Herbert Rosenfeld (1971) a descreveu como "uma forma perturbadora de personalidade narcisista onde a grandiosidade é construída em torno da agressão e dos aspectos destrutivos da auto idealização."
No dia 11 de maio de 1968, o psicanalista Otto Kernberg apresentou seu artigo Factors in the Psychoanalytic Treatment of Narcissistic Personalities, do trabalho do Psychotherapy Research Project of The Menninger Foundation, na 55a edição do encontro annual da American Psychoanalytic Association, em Boston . O artigo de Kernberg foi publicado pela primeira vez em cópia impressa em 1º de janeiro de 1970. No artigo de Kernberg 1968, publicado pela primeira vez em 1970 no Journal of the American Psychoanalytic Association (JAPA), a palavra 'maligno' não aparece uma vez, enquanto 'patológico' ou 'patologicamente' aparecem 25 vezes.
Desenvolvendo ainda mais essas ideias, Kernberg apontou que a personalidade antissocial era fundamentalmente narcisista e sem moralidade. O Narcisismo maligno inclui um elemento sádico criando, em essência, um psicopata cruel. Em seu artigo, "Narcisismo maligno" e psicopatia são empregados de forma intercambiável. Kernberg propôs pela primeira vez o Narcisismo maligno como diagnóstico psiquiátrico em 1984. Até agora não foi aceito em nenhum dos manuais médicos, como a CID-10 ou o DSM-5 .
Kernberg descreveu o Narcisismo maligno como uma síndrome caracterizada por um transtorno de personalidade narcisista (NPD), características anti -sociais, traços paranóides e agressão egossintônica . Outros sintomas podem incluir a falta de consciência, necessidade psicológica de poder e senso de importância ( grandiosidade ). O psicanalista George H. Pollock escreveu em 1978: "O narcisista maligno é apresentado como patologicamente grandioso, ausentado da consciência e controle comportamental, com demonstrações características de satisfação através da crueldade  e sadismo ". É digno de nota que M. Scott Peck usa o Narcisismo maligno como forma de explicar o mal.
Kernberg acreditava que o Narcisismo maligno deveria ser considerado parte de um espectro de narcisismo patológico, que ele via como parte do caráter antissocial de Hervey M. Cleckley (o que agora é chamado de psicopatia ou personalidade antissocial ) no extremo superior da gravidade, passando por Narcisismo maligno e, em seguida, para transtorno de personalidade narcisista na extremidade inferior. Assim, de acordo com a hierarquia de Kernberg, a psicopatia aponta o Narcisismo maligno como uma forma mais extrema de narcisismo patológico. O Narcisismo maligno pode ser distinguido da psicopatia, de acordo com Kernberg, por causa da capacidade do narcisista maligno de internalizar "ambos os precursores do superego agressivo e idealizado, levando à revelação das características agressivas e sádicas do eu patológico grandioso desses pacientes".
De acordo com Kernberg, influências externas contra a postura paranóica do psicopata com que ele / ela não queira internalizar nem mesmo os valores do "agressor", enquanto os narcisistas malignos "têm a capacidade de admirar pessoas poderosas e podem depender, ou se basear, em imagens parentais sádicas e poderosas, que sejam de confiança". Os narcisistas malignos, em contraste com os psicopatas, também são considerados capazes de desenvolver "alguma identificação com outras figuras poderosas vistas como parte de uma ' gangue ' coesa... que permite que pelo menos alguma lealdade e boas relações objetais sejam adquiridas. . . Alguns podem apresentar comportamento anti-social racionalizado – por exemplo, como líderes de gangues sádicas ou grupos terroristas ... com capacidade de lealdade aos seus próprios companheiros."

## Relação com outros conceitos e diagnósticos

### Sadismo e crueldade
O psicólogo Keith Campbell definiu o narcisismo maligno especificamente como a combinação rara, mas perigosa, de narcisismo e sadismo. O narcisismo maligno é destacado como uma área-chave no estudo de assassinatos em massa, sadismo sexual e assassinos em série.

### Narcisismo
A principal diferença entre o Narcisismo e o Narcisismo maligno é que o Narcisismo maligno inclui características comórbidas de outros transtornos de personalidade e, portanto, consiste de uma  serie mais ampla de sintomas em comparação com o narcisismo patológico (NPD). No termo "Narcisismo maligno", a palavra "maligno" é usada no sentido da palavra descrita pelo Dicionário Merriam-Webster como "apaixonadamente e implacavelmente malévolo: agressivamente malicioso". No Narcisismo maligno, o NPD é acompanhado por sintomas adicionais de transtornos de personalidade antissocial, paranóico e sádico . Embora uma pessoa com NPD prejudique deliberadamente outras pessoas em busca de seus próprios desejos egoístas, ela pode se arrepender e, em algumas circunstâncias, mostrar remorso por fazê-lo. Como os traços de transtorno de personalidade antissocial estão presentes no Narcisismo maligno, o "narcisista maligno" tem uma falta de empatia mais intensa e generalizada do que alguém com TPN, portanto não terá sentimentos de culpa ou remorso pelos danos causados. Uma vez que o sadismo é frequentemente considerado uma característica do Narcisismo maligno, um indivíduo com a síndrome pode não apenas ausentar-se de sentimentos de culpa ou remorso por ferir os outros, mas pode até obter prazer em causar dor mental ou física aos outros. Esses traços foram anteriormente codificados no DSM-III sob transtorno de personalidade sádica (SPD).

### Psicopatia
Os termos narcisista maligno e psicopata são às vezes usados de forma intercambiável porque há pouca diferença clínica entre os dois. Indivíduos que têm transtorno de personalidade narcisista, narcisismo maligno e psicopatia exibem sintomas semelhantes, conforme detalhado na Escala de Psicopatia de Hare. O teste consiste em 20 itens que são pontuados em uma escala de três pontos, com uma pontuação de 0 indicando que não se aplica de forma alguma, 1 indicando uma correspondência parcial ou informações mistas, e 2 indicando uma correspondência razoavelmente boa. O ponto de corte para o rótulo de psicopatia nos Estados Unidos é 30 e no Reino Unido é 25, de uma pontuação possível de 40. Pontuações altas estão associadas a impulsividade e agressão, maquiavelismo e comportamento criminoso persistente, mas não a empatia e afiliação.
O comportamento criminoso, também conhecido como comportamento antissocial adulto pelos psiquiatras, abrange uma ampla gama de comportamentos e descreve pessoas com funcionamento normal que fazem uso compulsivo de mentiras e desonestidade, talvez por necessidade; aqueles que são levados ao comportamento criminoso por culpa para serem presos e punidos; e aqueles que tem transtornos cerebrais, seja de nascimento ou por uso de drogas. Narcóticos, álcool e outras substâncias que têm um impacto profundo no cérebro contribuem  cada vez mais para o aumento do comportamento anti-social.
O Narcisismo maligno é destacado como uma área-chave no estudo do assassinato em massa, sexual e assassinato em série .

### Paranoia
A importância do narcisismo maligno e da projeção como um mecanismo de defesa foi confirmada na paranoia, bem como "a vulnerabilidade do paciente à regressão narcisista maligna". Como a personalidade de um narcisista maligno não tolera qualquer crítica, ser ridicularizado geralmente causa paranoia.

## Terapia
Geralmente, na análise do narcisista maligno, "o paciente tenta triunfar sobre o analista, destruindo a análise e a si mesmo" - uma versão extrema do que Jacques Lacan descreveu como "aquela resistência do amor-próprio ... . que muitas vezes é expressado assim: 'Não posso suportar a ideia de ser libertado por outra pessoa além de mim'".
Levando em conta que o Narcisismo Maligno é um transtorno de personalidade grave que tem efeitos sociais e familiares de longo alcance, é necessário a atenção tanto da comunidade psiquiátrica quanto da comunidade de ciências sociais. O tratamento é recomendado por uma comunidade terapêutica, também com um programa preventivo psico-educador, voltado tanto para profissionais de saúde mental quanto para o público em geral.